# 塞爾維亞簽證政策
所有到塞尔维亚的遊客必须获得從塞爾維亞外交機構取得签证，除非他们來自一个免签证的国家。
塞尔维亚政府允许某些国家的公民，为旅游业或商业目的而無須签证访问塞尔维亚。 其他国家的公民必须事先在所在地获得签证。

## 签证政策图

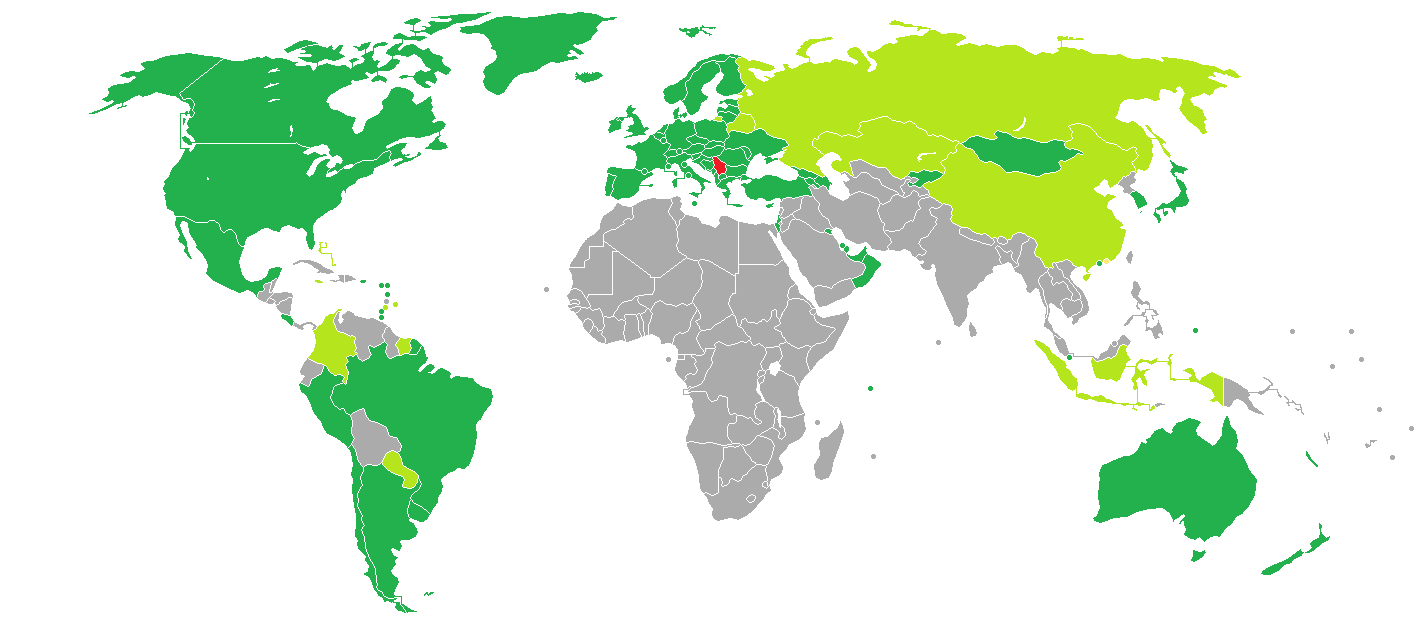
塞尔维亚签证政策

## 免签证政策
以下95个国家的公民能持有普通护照够免簽进入塞尔维亚：
| - 所有歐盟公民1 2 - 阿尔巴尼亚 - 安道尔 - 安地卡及巴布達 - 阿根廷 - 巴林 - 玻利维亚 - 2 - 巴西 - 加拿大 - 智利 - 古巴 - 多米尼克 - 格瑞那達 | - 聖座 - 冰島 - 以色列 - 日本 - 科威特 - 列支敦斯登 - 澳門 - 墨西哥 - 摩尔多瓦 - 摩納哥 - 蒙古国 - 蒙特內哥羅2 - 新西兰 - 北馬其頓2 - 挪威 - 阿曼 | - 帛琉 - 秘魯 - 圣基茨和尼维斯 - 圣马力诺 - 塞舌尔 - 新加坡 - 瑞士2 - 千里達及托巴哥 - 突尼西亞 - 土耳其 - 阿联酋 - 美国 - 乌拉圭 |  |

| - 白俄羅斯 - 俄羅斯 |

| - 乌克兰 |

| - 巴哈马 - 哥伦比亚 | - 印度 - 印度尼西亞 - 牙买加 | - 巴拉圭 - 苏里南 |  |

| - 香港 |

注釋:
1. ^  包括所有类别的英国国籍。
2. ^  可利用智能身分證逗留最多90天（180天內）。
3. ^  若以公共事务為目的，則能在180天內逗留90天。

### 替代签证
只要在逗留期間持有有效欧盟、申根地区各成员国或美国签证，任何人都可以在180天内免簽逗留90天。（但不包含台灣護照持有者）

### 互相免簽
塞尔维亚公民可以免簽进入大部分有塞尔维亚免簽待遇国家，除了以下國家：
- 安提瓜和巴布达 (电子签证)
- 澳大利亚
- 阿塞拜疆 (电子签证)
- 巴哈马
- 巴林
- 巴巴多斯
- 玻利維亞 (落地签证)
- 布隆迪
- 加拿大
- 格林纳达
- 几内亚比绍 (电子签证和落地签证)
- 印度 (电子签证)
- 爱尔兰
- 牙买加 (落地签证)
- 科威特 (落地签证)
- 墨西哥
- 新西蘭
- 阿曼 (电子签证)
- 帕劳 (落地签证)
- 巴拉圭
- 圣基茨和尼维斯 (电子签证)
- 阿拉伯联合酋长国
- 英国
- 美国

### 外交和官方护照
此外，以下国家的外交和官方护照持有人可免簽在塞尔维亚逗留90天(除非另有说明):
| · - 阿尔及利亚 - 亞美尼亞 - 埃及 (外交护照) - 几内亚 · | · - 伊朗 (30日) - (30日) - 黎巴嫩 - 摩洛哥 - 巴基斯坦 (30日) · | · - 泰國 - 委內瑞拉 - 越南 - 馬爾他騎士團 · |

## 訪客數據
游客分别来自以下国家：
| 国家       | 2017      | 2016      | 2015      |
| ---------- | --------- | --------- | --------- |
|            | 108,058   | 100,579   | 87,397    |
| 土耳其     | 99,500    | 83,676    | 64,191    |
| 保加利亚   | 91,233    | 88,089    | 70,891    |
|            | 83,499    | 75,732    | 65,886    |
| 蒙特內哥羅 | 79,326    | 77,396    | 70,861    |
| 斯洛維尼亞 | 78,486    | 74,096    | 65,754    |
| 德国       | 78,211    | 63,935    | 60,886    |
| 希腊       | 67,395    | 61,749    | 43,869    |
| 羅馬尼亞   | 66,747    | 53,053    | 44,225    |
| 北馬其頓   | 60,564    | 55,263    | 43,404    |
| 总         | 1,497,173 | 1,281,426 | 1,132,221 |

## 另見
- 欧盟签证政策
- 科索沃签证政策

## 外部連結
- 塞爾維亞外交部 （页面存档备份，存于） （英文） （塞爾維亞文）